# Leichtathletik-Europameisterschaften 1938/400 m der Männer

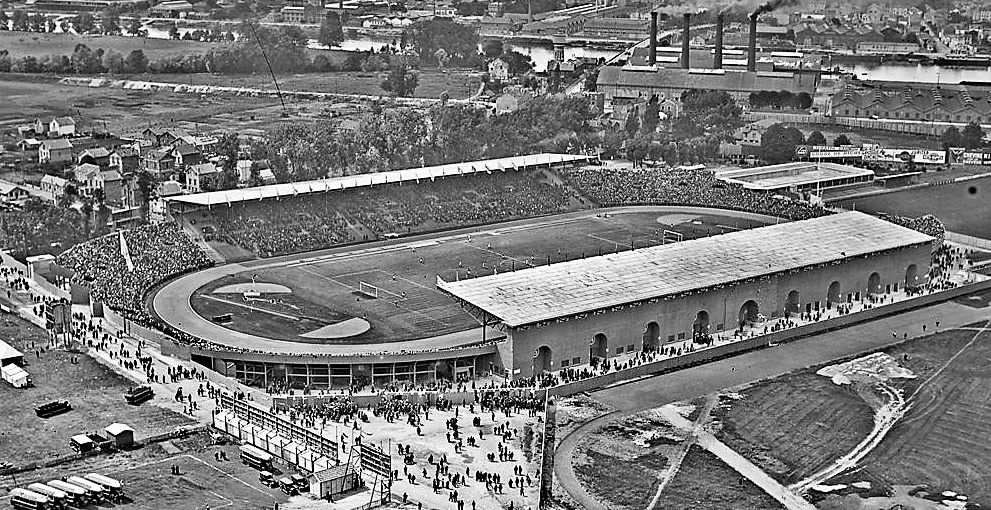
Olympiastadion in Paris 1924

Der 400-Meter-Lauf der Männer bei den Leichtathletik-Europameisterschaften 1938 wurde am 3. und 4. September 1938 im Stade Olympique der französischen Hauptstadt Paris ausgetragen.
Europameister wurde der Brite Godfrey Brown Er siegte vor dem Niederländer Karl Baumgarten. Bronze gewann der Deutsche Erich Linnhoff.

## Rekorde

### Bestehende Rekorde
| Weltrekord           | 46,1 s | Archibald Williams | Chicago, USA               | 19. Juni 1936     |
| Europarekord         | 46,7 s | Godfrey Brown      | Berlin, Deutsches Reich    | 7. August 1936    |
| Meisterschaftsrekord | 47,9 s | Adolf Metzner      | EM Turin, Italien (Finale) | 8. September 1934 |

### Rekordverbesserung
Der Brite Godfrey Brown verbesserte den bestehenden EM-Rekord im Finale um fünf Zehntelsekunden auf 47,4 Sekunden.

## Vorrunde
3. September, 17.30 Uhr
Die Vorrunde wurde in drei Läufen durchgeführt. Die ersten beiden Athleten pro Lauf – hellblau unterlegt – qualifizierten sich für das Finale.

### Vorlauf 1
| Platz | Name                   | Nation             | Zeit (s) |
| ----- | ---------------------- | ------------------ | -------- |
| 1     | Godfrey Brown          | Großbritannien     | 48,4     |
| 2     | János Görkói           | Ungarn             | 49,2     |
| 3     | Carl-Henrik Gustafsson | Schweden           | 49,8     |
| 4     | Ottavio Missoni        | Königreich Italien | 50,3     |
| 5     | Georges Meyer          | Schweiz            | 50,3     |
| 6     | Abdyl Këllezi          | Albanien           | 55,0     |

### Vorlauf 2

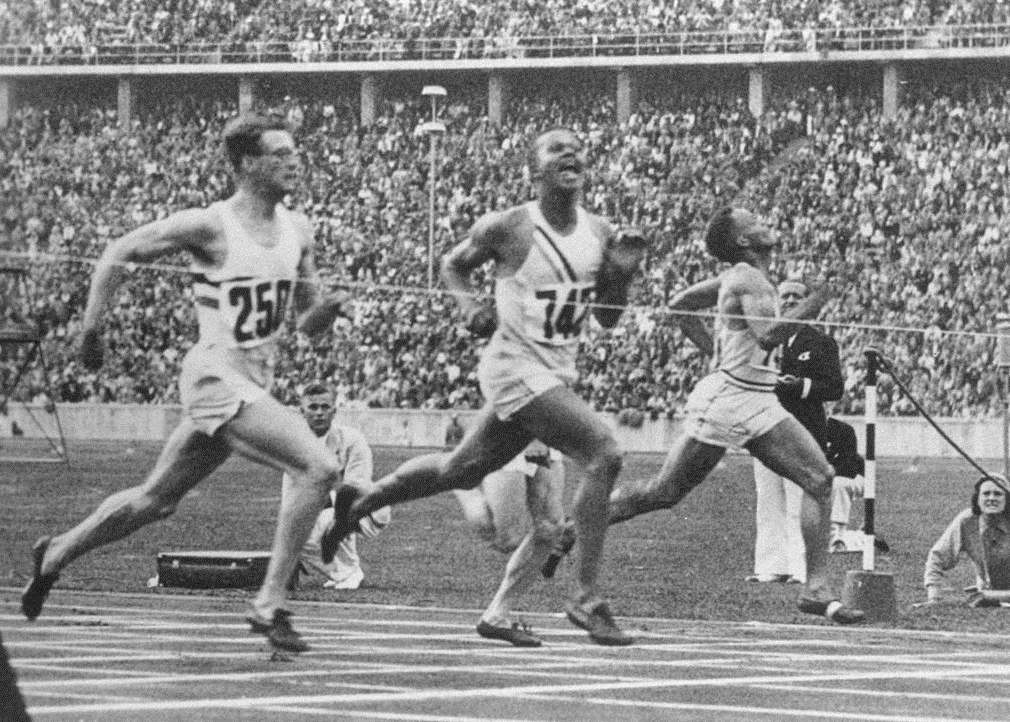
Godfrey Brown – hier ganz links als Silbermedaillengewinner im Finale bei den Olympischen Spielen 1936 – wurde Europameister

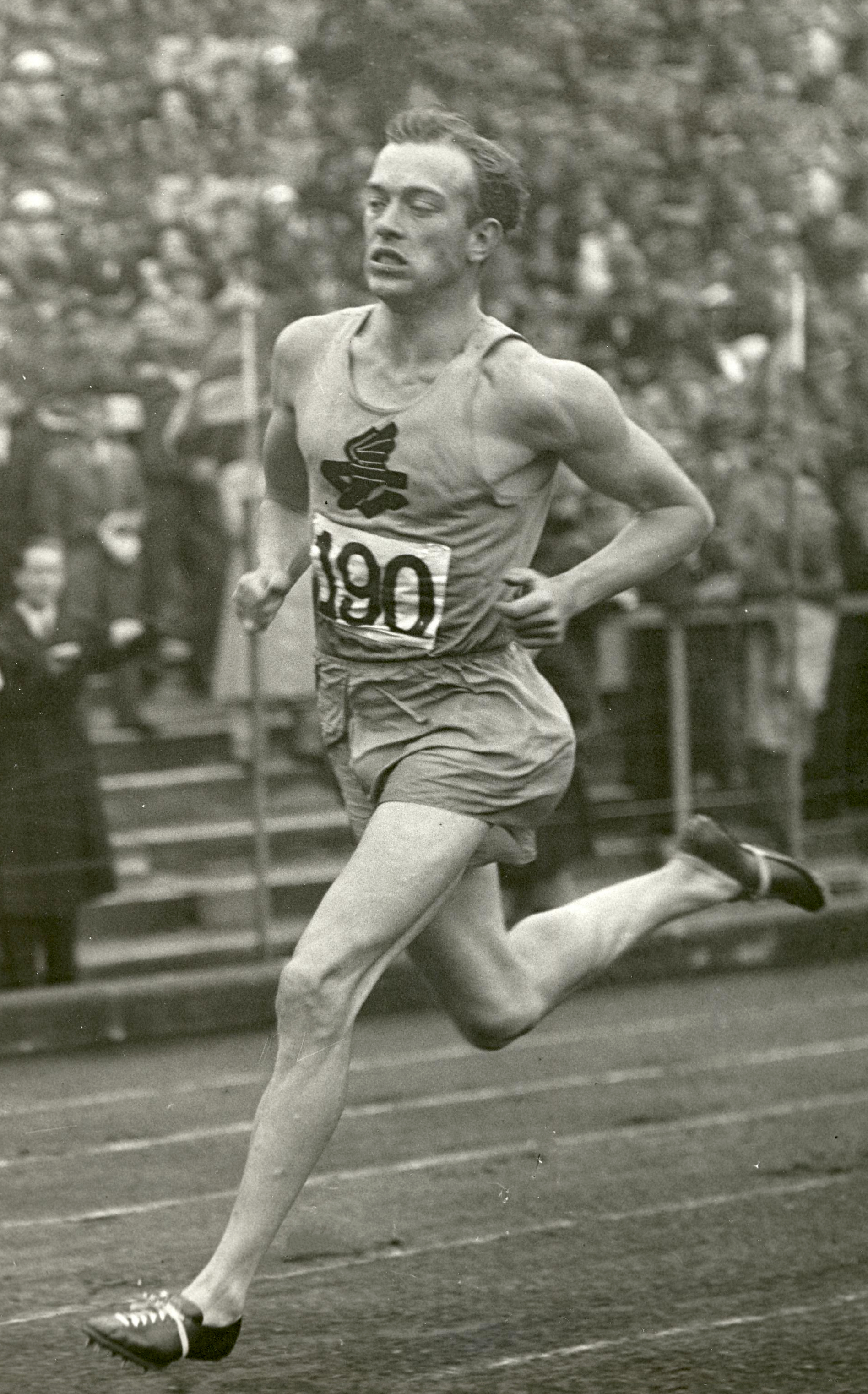
Bertil von Wachenfeldt, Dritter der EM 1934, erreichte noch einmal das Finale und wurde Sechster

| Platz | Name                   | Nation          | Zeit (s) |
| ----- | ---------------------- | --------------- | -------- |
| 1     | Erich Linnhoff         | Deutsches Reich | 49,2     |
| 2     | Bertil von Wachenfeldt | Schweden        | 49,7     |
| 3     | Pierre Smet            | Belgien         | 50,4     |
| 4     | Jean Cerutti           | Frankreich      | 50,6     |
| 5     | Feri Pletersek         | Jugoslawien     | 50,6     |
| DSQ   | József Vadas           | Ungarn          |          |

### Vorlauf 3
| Platz | Name             | Nation         | Zeit (s) |
| ----- | ---------------- | -------------- | -------- |
| 1     | Aarne Tammisto   | Finnland       | 48,3     |
| 2     | Karl Baumgarten  | Niederlande    | 48,3     |
| 3     | John Horsfall    | Großbritannien | 49,5     |
| 4     | Joseph Bertolino | Frankreich     | 49,5     |
| 5     | Charles Stein    | Luxemburg      | NT       |

## Finale
4. September 1938, 15.10 Uhr
| Platz | Name                   | Nation          | Zeit (s) |
| ----- | ---------------------- | --------------- | -------- |
| 1     | Godfrey Brown          | Großbritannien  | 47,4 CR  |
| 2     | Karl Baumgarten        | Niederlande     | 48,2     |
| 3     | Erich Linnhoff         | Deutsches Reich | 48,8     |
| 4     | János Görkói           | Ungarn          | 48,9     |
| 5     | Aarne Tammisto         | Finnland        | 49,1     |
| 6     | Bertil von Wachenfeldt | Schweden        | 50,0     |